# Gyostega gibeauxi
Gyostega gibeauxi är en fjärilsart som beskrevs av Claude Herbulot 1988. Gyostega gibeauxi ingår i släktet Gyostega och familjen mätare. Inga underarter finns listade i Catalogue of Life.